# Sportklub Tepelena
Lo Sportklub Tepelena è una società calcistica con sede a Tepelenë, in Albania. Fondata nel 1945, milita nella Kategoria e Parë, la seconda serie del campionato albanese.

## Palmarès

### Altri piazzamenti
- Kategoria e Parë:

Secondo posto: 1982-1983

## Rosa
Rosa e numerazione aggiornate al ?.
| N. |                           | Ruolo | Calciatore      |
| -- | ------------------------- | ----- | --------------- |
|    | non conosciuta (bandiera) | P     | Klajdi Isaraj   |
|    | non conosciuta (bandiera) | P     | Ilvis Spahiu    |
|    | non conosciuta (bandiera) | D     | Qamil Skenderaj |
|    | non conosciuta (bandiera) | D     | Mario Saka      |
|    | non conosciuta (bandiera) | D     | Juli Mera       |
|    | non conosciuta (bandiera) | D     | Pjerin Qori     |
|    | non conosciuta (bandiera) | D     | Serxhio Fejzo   |
|    | non conosciuta (bandiera) | C     | Ridinjel Abazi  |
|    | non conosciuta (bandiera) | C     | Geraldo Gaba    |
|    | non conosciuta (bandiera) | C     | Roland Gaba     |

| N. |                           | Ruolo | Calciatore     |
| -- | ------------------------- | ----- | -------------- |
|    | non conosciuta (bandiera) | C     | Ardit Cunaj    |
|    | non conosciuta (bandiera) | C     | Valtid Xhafa   |
|    | non conosciuta (bandiera) | C     | Iri Cela       |
|    | non conosciuta (bandiera) | C     | Xhuljo Burhani |
|    | non conosciuta (bandiera) | C     | Klodi Brahimi  |
|    | non conosciuta (bandiera) | A     | Juliet Cobaj   |
|    | non conosciuta (bandiera) | A     | Rodeo Kasneci  |
|    | non conosciuta (bandiera) | A     | Muho           |
|    | non conosciuta (bandiera) | A     | Lulo Ajdini    |